# Мелизмы
Мели́змы (др.-греч. μέλισμα — песнь, мелодия) — различные мелодические украшения звука, не меняющие темпа и ритмического рисунка мелодии. Обозначаются в нотном письме специальными знаками или мелкими нотами.

## Разновидности
Общеупотребительные сегодня:
- Форшлаг — исполняется за счёт длительности ноты, может состоять из одного или нескольких звуков.
- Мордент — чередование основного и вспомогательного звуков.
- Группетто — основная нота пополняется верхними и нижними вспомогательными звуками.
- Трель — повторяющееся чередование двух соседних коротких нот.
- Вибрато — периодическое изменение высоты, громкости или тембра звука.

Другие мелизмы:
- Акцент
- Арпеджио
- Тремоло
- Портаменто
- Глиссандо
- Фальцет
- Йодль
- Микст
- Виды форшлага — аччакатура (итал. acciaccatura) и апподжатура (итал. appoggiatura)
- Шлейфер[1]
- Аспирация[2]

Мелизмы для конкретных инструментов:
- для клавикорда: бе́бунг — клавишное вибрато (к мелизмам может быть отнесён условно);
- для арфы: тельман (фр. martellement — произн. «тельман») — повторение одного тона на одной и той же или на двух струнах[3];

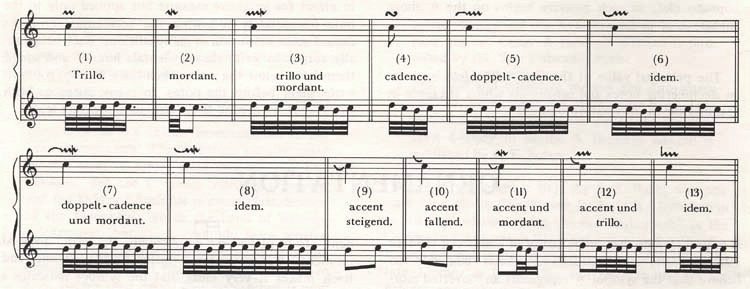
Учебная таблица расшифровки украшений (мелизмов), составленная И. С. Бахом для В. Ф. Баха («Клавирная книжечка В. Ф. Баха», 1720)

- для струнных: флажолет (условно).